# Arvieu
Arvieu (okzitanisch: Arviu) ist eine französische Gemeinde mit 765 Einwohnern (Stand: 1. Januar 2022) im Département Aveyron in der Region Okzitanien. Sie gehört zum Arrondissement Millau und zum Kanton Monts du Réquistanais. Die Einwohner werden Arvieunois genannt.

## Geographie
Arvieu liegt rund 40 Kilometer nordöstlich von Albi und etwa 18 Kilometer südsüdöstlich von Rodez am Céor. Nachbargemeinden sind Trémouilles im Norden, Canet-de-Salars im Nordosten, Salles-Curan im Osten und Südosten, Alrance im Süden, Auriac-Lagast im Südwesten sowie Salmiech im Westen und Nordwesten.

## Bevölkerungsentwicklung
| Jahr                       | 1962 | 1968 | 1975 | 1982 | 1990 | 1999 | 2006 | 2019 |
| Einwohner                  | 1282 | 1234 | 1093 | 1082 | 925  | 880  | 865  | 775  |
| Quellen: Cassini und INSEE |      |      |      |      |      |      |      |      |

## Sehenswürdigkeiten
- Kapelle Notre-Dame im Ortsteil Aures, seit 2004 Monument historique
- Kirche Saint-Amans in Arvieu
- Kirche Saint-Saturnin in Caplongue
- Kirche Saint-Martin in Les Faux
- Kapelle Saint-André in Clauzelles
- Schloss Sainte-Famille in Arvieu
- Schloss Saint-Louis, heutiges Rathaus
- Schloss Le Montfranc

|  |  |

## Persönlichkeiten
- Henri Grimal (1910–2012), Schriftsteller und Historiker